# 겸면초등학교
겸면초등학교는 대한민국 전라남도 곡성군 겸면 곡순로 1864 (남양리)에 있었던 공립 초등학교이다.

## 연혁
- 1931년 6월 6일 겸면공립보통학교 개교(4학급)(설립인가 5월 27일)
- 1938년 4월 1일 겸면공립심상소학교로 개칭
- 1941년 4월 1일 겸면공립국민학교로 개칭
- 1981년 3월 1일 병설유치원 개원
- 1996년 3월 1일 겸면초등학교로 개칭
- 1996년 3월 1일 흥산분교장 통폐합, 마삼국민학교를 분교로 편입
- 2004년 3월 1일 폐교(곡성중앙초등학교로 통합)